# 原由美子 (スタイリスト)
原 由美子（はら ゆみこ、1945年 - ）は、日本のスタイリスト。神奈川県鎌倉市生まれ。父は著述家の原奎一郎、祖父は総理大臣の原敬。

## 来歴
湘南白百合学園幼稚園、湘南白百合学園小学校、湘南白百合学園中学・高等学校、慶應義塾大学文学部仏文学科卒業。
フランス文学に魅せられ、フランス語の勉強を続けるためアルバイトをしながら日仏学院に通っていた1969年に雑誌ライターの友人に誘われ平凡出版（現・マガジンハウス）へ。1970年「アンアン」創刊に参加。仏・ELLEページの翻訳スタッフを経て1972年よりスタイリストの仕事を始める。
以後『婦人公論』、『クロワッサン』、『エル・ジャポン』、『マリ・クレール日本版』、『フィガロジャポン』、『和樂』など数多くの雑誌のファッションページに携わる。着物のスタイリングでも雑誌や新聞などの執筆、ファッションディレクターとしても活躍。

## 著作

### 新潮社
- スタイリストの原ですが
- おしゃれ上手
- おしゃれレッスン

### CCCメディアハウス
- 原由美子のきもの暦
- 原由美子のきもの上手 染と織
- 原由美子の大人のゆかた きものはじめ

### ブックマン社
- 原由美子の仕事 1970→